# Zellstoff- und Papierfabrik Rosenthal
Die Zellstoff- und Papierfabrik Rosenthal GmbH (kurz ZPR) ist ein Unternehmen, das sich auf die Herstellung von Zellstoff ausgerichtet hat. Es befindet sich im Ortsteil Blankenstein der Gemeinde Rosenthal am Rennsteig im Bundesland Thüringen an der Saale nahe der Landesgrenze zu Bayern. Die Anlage zählt zu den modernsten in Europa. Das Unternehmen ist Teil der Mercer Group. Die ZPR ist regional einer der größten Arbeitgeber.
In der Öffentlichkeit tritt die Firma seit ca. 2019 als Mercer Rosenthal auf.

## Geschichte

### Gründung
Gegründet wurde das Unternehmen 1882 unter dem Namen Wiedes Papierfabrik Rosenthal (WPR) von Anton Wiede. Im Jahr 1891 wurde begonnen, Zellstoff auf chemischer Basis sowie hochwertiges Spezialpapier zu produzieren. 1894 erwarb Wiede die benachbarte Papierfabrik Blankenberg. Nach dem Beginn des 20. Jahrhunderts expandierte die Firma, Produktion und Gewinn stiegen. In den Jahren nach dem Ersten und Zweiten Weltkrieg wurde das Werk immer weiter ausgebaut.

### DDR
Im Jahr 1976 wurde eine neue Sulfit-Zellstoffproduktionsanlage errichtet, die dem damaligen Stand der Technik entsprach. Dadurch konnte die Produktion weiter erhöht werden. Das unmittelbar an der innerdeutschen Grenze gelegene Werk galt in den 1970er und 1980er Jahren als Mitverursacher einer erheblichen Luftverschmutzung, die zu einem langjährigen Grenzkonflikt führte, der in der Geschichtswissenschaft als Katzendreckgestank-Affäre bezeichnet wird.

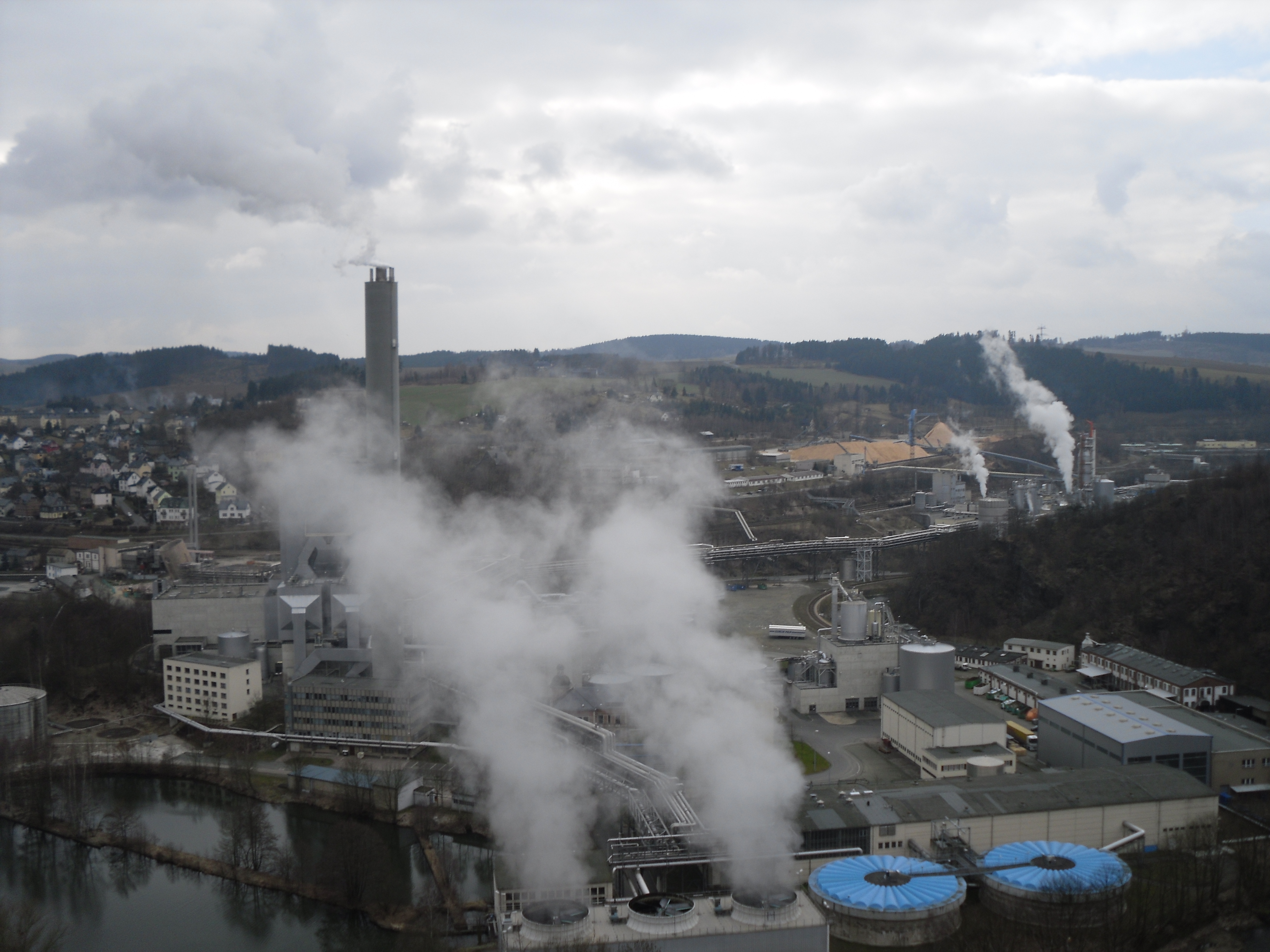
Panorama der Anlage

### Wiedervereinigung
1994 wurde die Anlage Teil der Mercer International Group. Während die alte Anlage im Jahr 1999 stillgelegt wurde, wurde im Zuge der Umstellung des Betriebs auf ein umweltfreundlicheres Sulfatverfahren noch 1997 begonnen, eine neue Anlage zu bauen. Diese ging 1999 in Betrieb. Die Anlage war die erste Zellstoffanlage in Deutschland, die den Kraftprozess nutzt. Die Anlage zählt zu einer der modernsten Anlagen weltweit. Seit 1994 wurden mehr als 500 Millionen Euro in Umbau und Modernisierung der Anlage investiert.
Täglich werden bis zu 1.500 Tonnen Zellstoff europaweit von der ZPR umgeschlagen. Zweimal täglich wird der Zellstoff über die Eisenbahn versendet. Der Anteil des Bahnversands wurde schrittweise auf rund 90 % (2017) gesteigert. 2017 wurde ein Bahnterminal für die Annahme von Rundholz in Betrieb genommen. Damit soll auch im Bereich der Anfuhr der Bahnanteil erhöht werden.
Die ZPR beschäftigt 365 Mitarbeiterinnen und Mitarbeiter sowie 14 Auszubildende (Stand: 31. Dezember 2017). Jährlich werden in dem Werk bis zu 360.000 Tonnen Zellstoff produziert. Die Schwesterwerke der ZPR sind Zellstoff Stendal und Zellstoff Celgar in Kanada. Innerhalb der Mercer-Group ist die Anlage in Rosenthal die leistungsschwächste.
Im Jahr 2007 wurde eine Studie zur Kapazitätserweiterung aufgestellt, die eine Erweiterung der Zellstoffproduktion auf bis zu 400.000 Tonnen pro Jahr zulassen würde. Die Kosten für diese Erweiterung belaufen sich auf 100 Millionen Euro.
Die ZPR hat Interesse dafür bekundet, die damals aufgrund der Teilung Deutschlands stillgelegte Höllentalbahn, die die Verbindung zwischen Thüringen und Bayern bildet, zu reaktivieren. Dies wird mit einer schlechten Lieferanbindung Richtung Bayern begründet.

### Rückbau des Altwerks

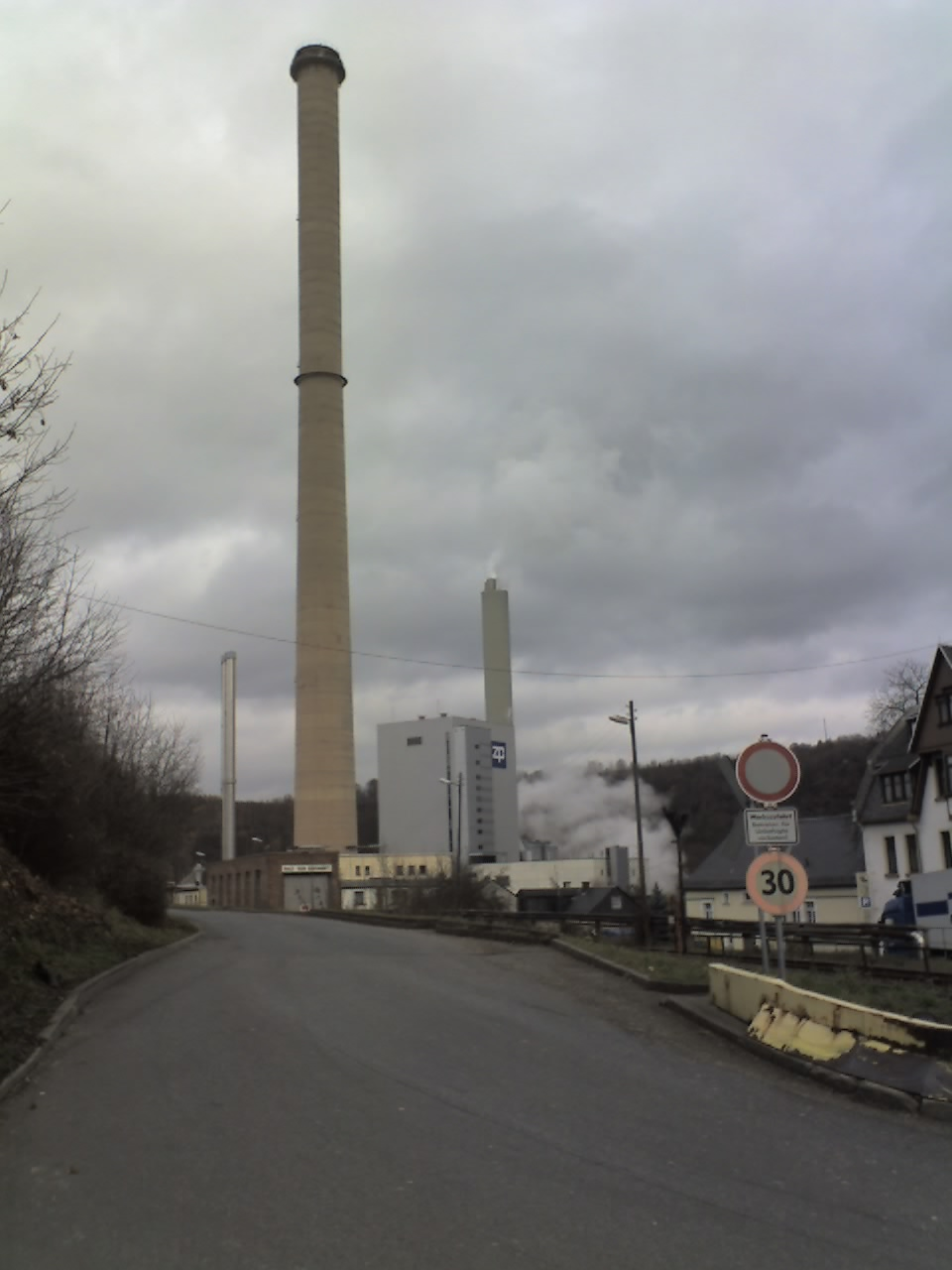
Esse im Rückbau

Ab August 2008 wurden Vorbereitungen für den Rückbau des 175 Meter hohen Schornsteines durchgeführt. Ursprünglich sollte er schon bis Ende 2008 abgerissen sein. Ein Spezialbagger hat dabei die Esse von oben herab abgerissen, da aufgrund des ungünstigen Standorts des Kamins im Gegensatz zur bis 1987 stehenden zweiten Esse keine Sprengung durchgeführt werden konnte. Einige Anwohner von Blankenstein plädierten dafür, den Schornstein stehenzulassen, da er ihrer Meinung nach ein Wahrzeichen von Blankenstein darstellte.
Anfang Februar 2009 war der Schornstein bis auf eine Höhe von 90 Meter abgerissen. Ab dieser Höhe wurde der 6,5 Tonnen schwere Bagger durch einen anderen, 16 Tonnen schweren und größeren Bagger ersetzt. Grund für den Tausch war das sich ab dieser Höhe nach unten von 25 auf 65 Zentimeter verdickende Mauerwerk des Schornsteins. Der Durchmesser der Esse betrug acht Meter. Die Abrissarbeiten zogen sich insgesamt sechs Monate hin. Beim Abriss fielen insgesamt 4.500 Tonnen Bauschutt an, pro Tag wurden etwa vier Meter abgetragen. Im April 2009 waren die Abrissarbeiten abgeschlossen.

## Technik

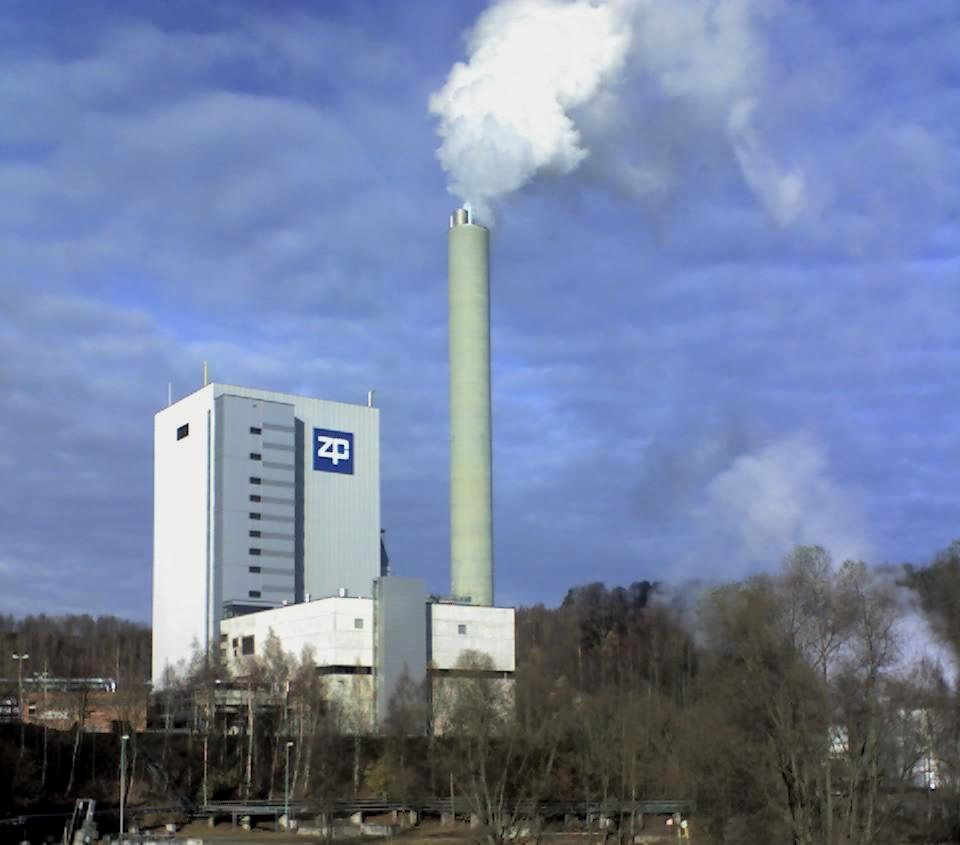
Laugenkessel der Anlage

Die ZPR hat jährlich einen Holzbedarf von 1,8 Millionen Festmeter, wovon zwei Drittel als Hackschnitzel, ein Nebenprodukt im Sägewerk, und ein Drittel als Rundholz zur Zellstoffproduktion verwendet werden. Genutzt wird überwiegend Fichten- und Kiefernholz. Dieses stammt hauptsächlich aus dem Erzgebirge, dem Thüringer Wald, dem Frankenwald und dem Fichtelgebirge, aber auch aus Tschechien und Polen.
Der Kocher der Anlage hat eine Höhe von 65 Meter und der danebenstehende Schornsteine eine von 125 Metern. Darin erfolgt die Produktion vollautomatisiert. Im Kocher werden die Hackschnitzel vier Stunden lang bei 160 °C gekocht. Dies geschieht in einer alkalischen Lösung. Dabei entsteht eine wässerige Zellstoffsuspension, die anschließend gereinigt und gebleicht wird. Die Bleiche erfolgt entweder im ECF-Verfahren (elementary chlorine free = ohne Verwendung von elementarem Chlor) mit Wasserstoffperoxid, Sauerstoff und Chlordioxid oder vollständig chlorfrei im TCF-Verfahren (total chlorine free) mit Wasserstoffperoxid, Sauerstoff und Ozon. Nach der Bleichung wird der Zellstoff gepresst, um vorzutrocknen und später mit einer thermischen Trocknung getrocknet. Danach wird der Zellstoff zur Konfektionsanlage geleitet, die Teil der Ballenlinie ist. Dort wird der Zellstoff geschnitten und zu 250 Kilogramm schweren Ballen aufgestapelt.
Die Laugenlinie ist zusammen mit der Faserlinie in einen geschlossenen Chemikalienkreislauf verbunden. Die Anlage ist parallel zur Zellstoffproduktion in Betrieb. In der Anlage werden die Chemikalien aufbereitet und später dem Kreislauf wieder hinzugefügt. Der Wirkungsgrad der Laugenkesselanlage beträgt 99 %. Die organischen Bestandteile der Lauge, bestehend aus Holzreststoffen, werden verbrannt und die dabei entstehende Wärme in einen zweiten Wasser-Dampfkreislauf an eine Dampfturbine weitergeleitet. An die Dampfturbine ist ein Generator angeschlossen, der eine Nennleistung von 57 Megawatt aufweist.
2014 wurde eine neue Anlage zur Erzeugung von Tallöl in Betrieb genommen. Die Anlage produziert 5000 Tonnen Tallöl im Jahr. Damit ist das Unternehmen in der Lage, aus den Harzstoffen des Holzes eine wertvolle Biochemikalie herzustellen, die Produkte aus Erdöl ersetzen kann. Tallöl kann für Farben und Lacke verwendet werden, aber auch als Grundstoff für Biodiesel.

## Bioenergie
Die Zellstoff- und Papierfabrik Rosenthal erzeugte bereits vor dem 1999 durchgeführten Umbau auf den Kraftprozess gelegentlich Überschussstrom, der verkauft wurde. Seit dem Umbau wird dauerhaft Überschussstrom erzeugt.
Der Brennstoff besteht im Normalfall aus Holzreststoffen, einem erneuerbaren Rohstoff. Der damit erzeugte Strom gilt als Bioenergie.
Die verkaufte Strommenge belief sich im Jahr 2019 auf ca. 180 GWh. Mit dieser Menge kann der Jahresbedarf von etwa 51.000 Haushalten gedeckt werden.

## Bilder

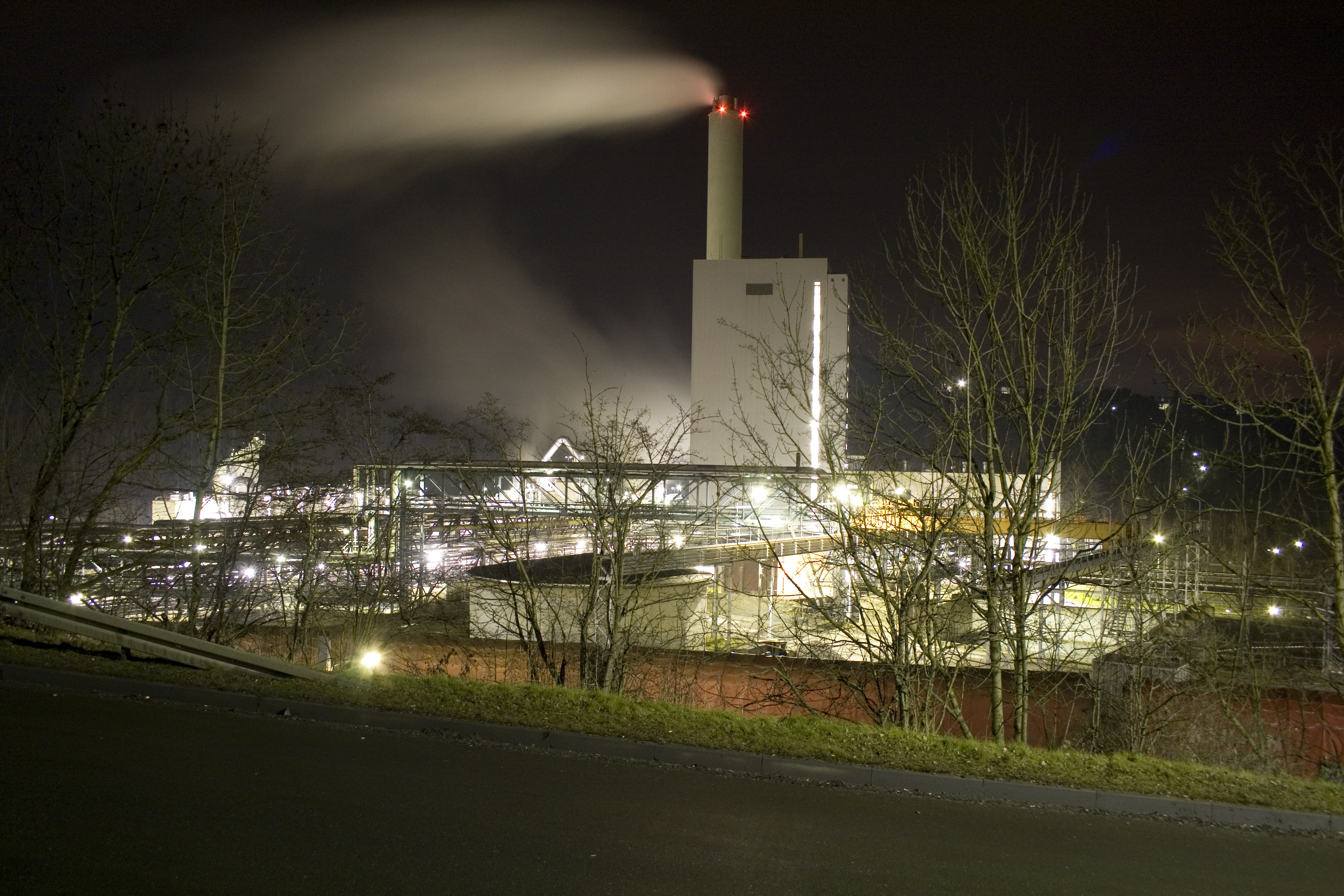
Die ZPR bei Nacht
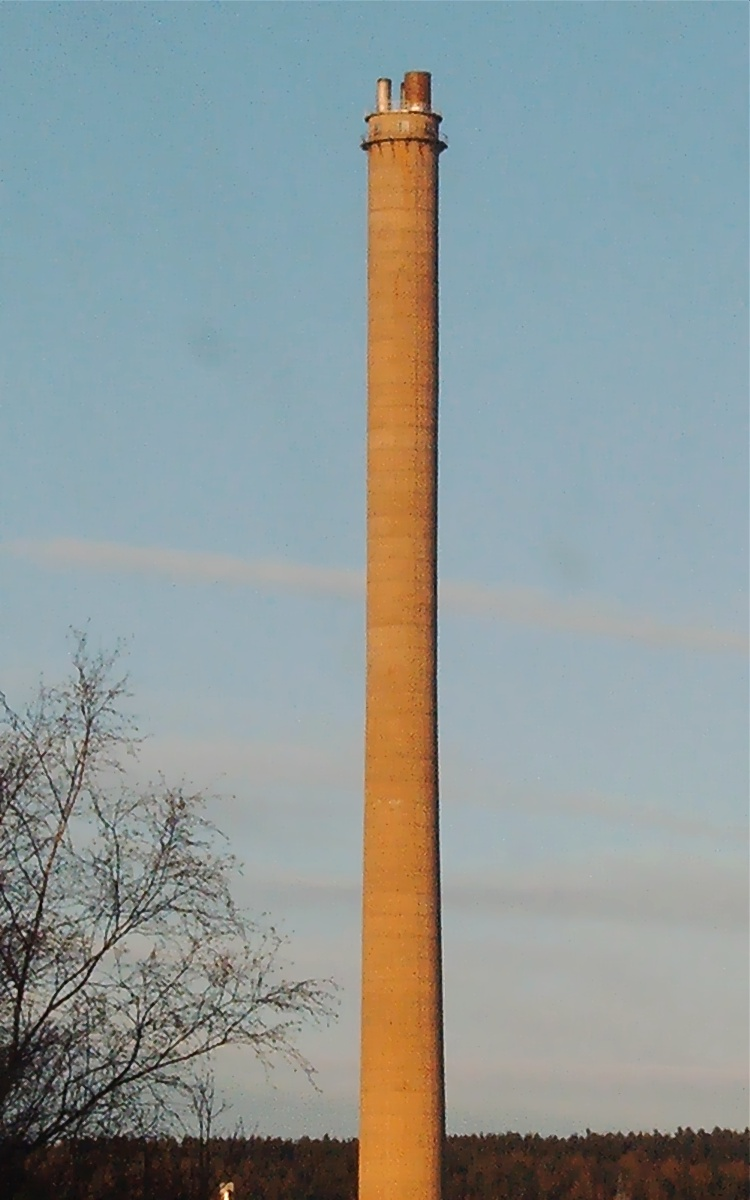
Alter Schornstein des Werkes
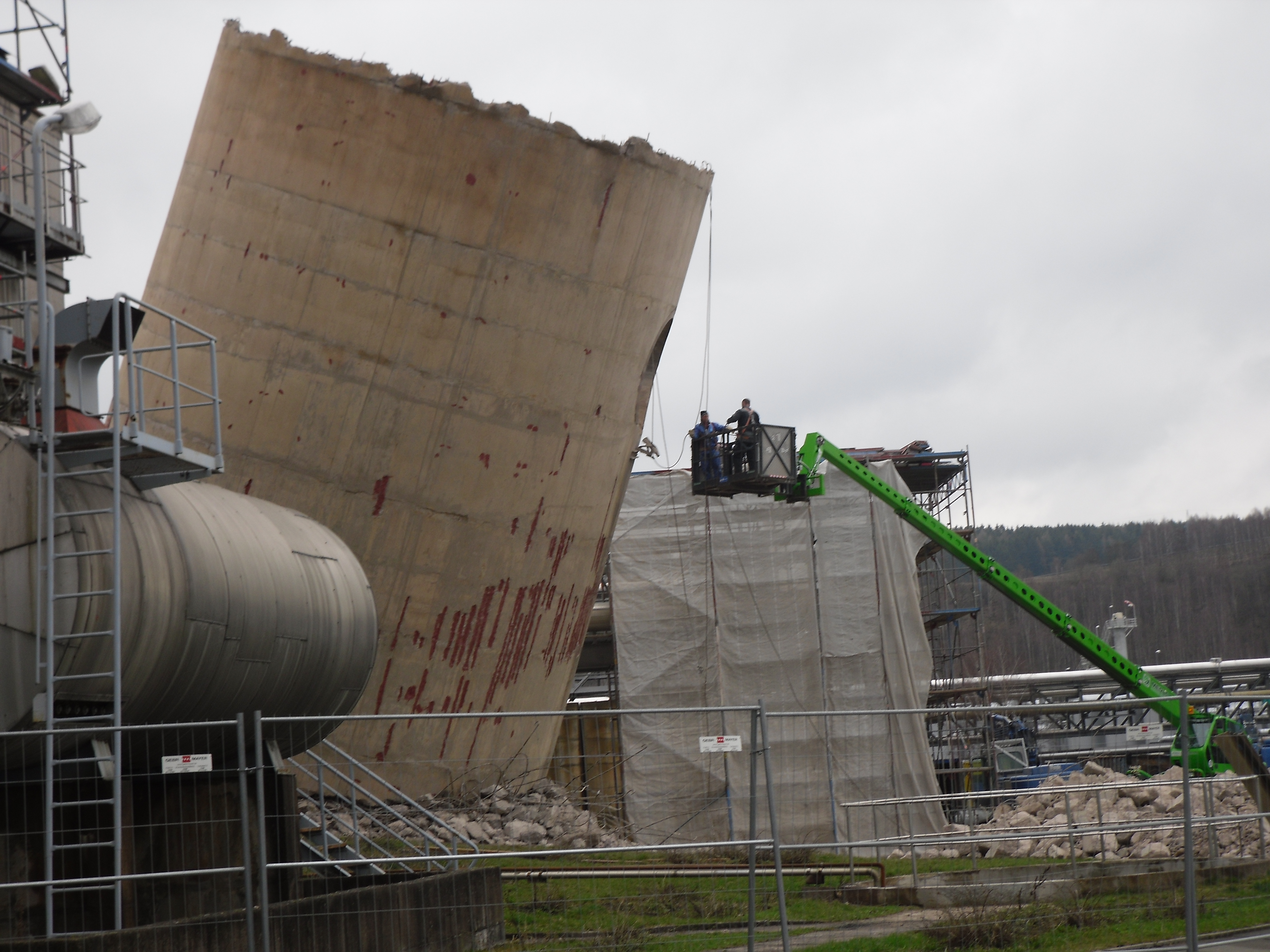
Alte Esse im März 2009
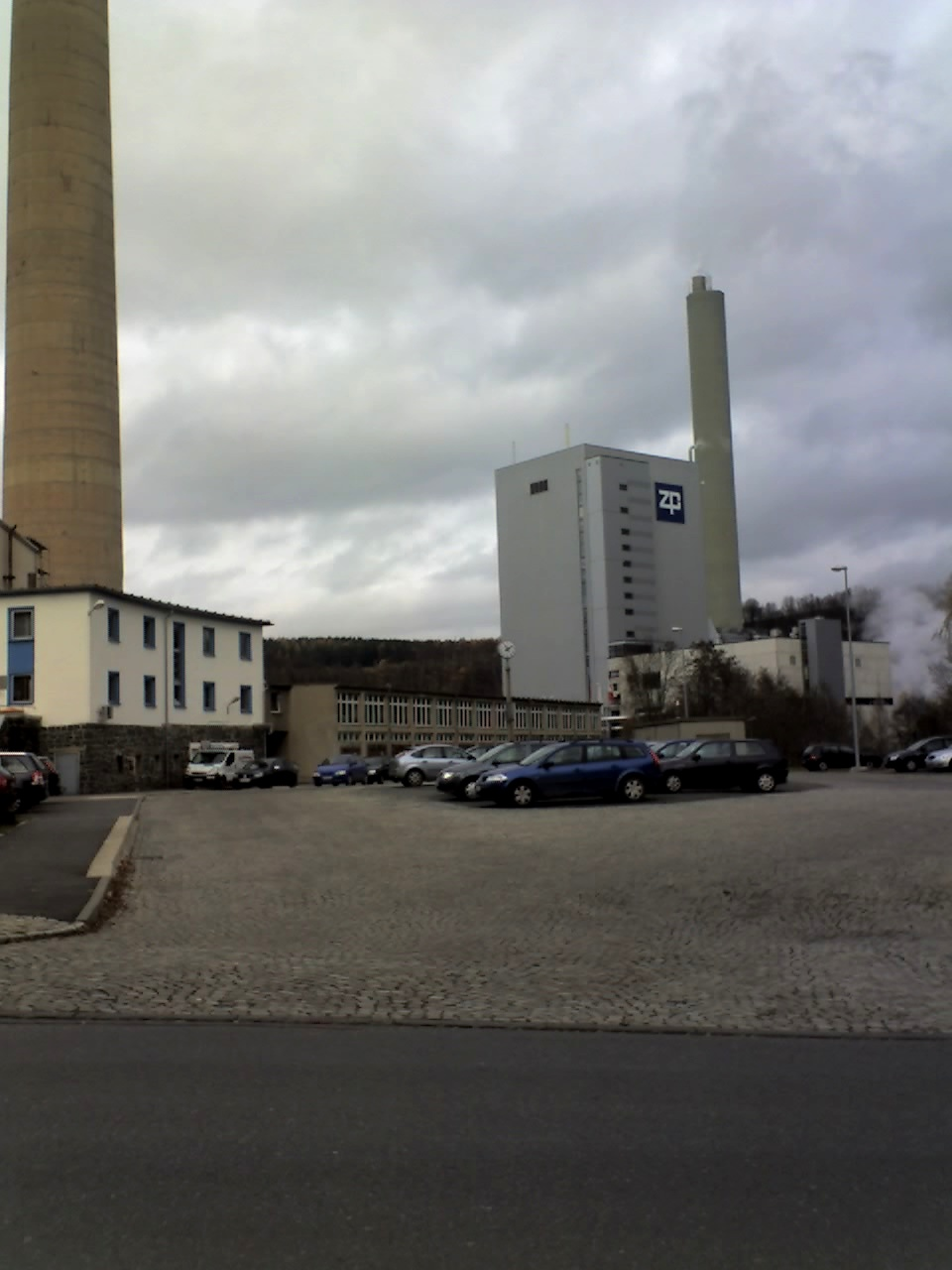
ZPR von der Hauptstraße aus gesehen
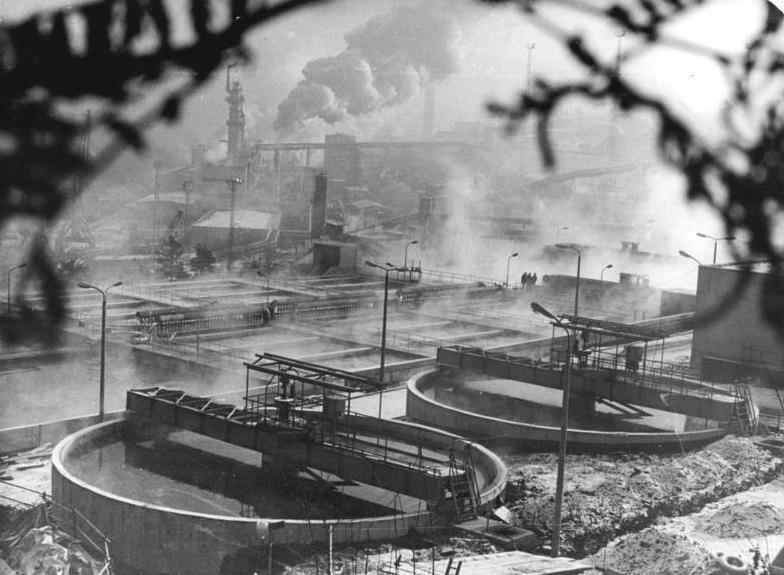
Neue Wasseraufbereitung mit Kocher im Hintergrund
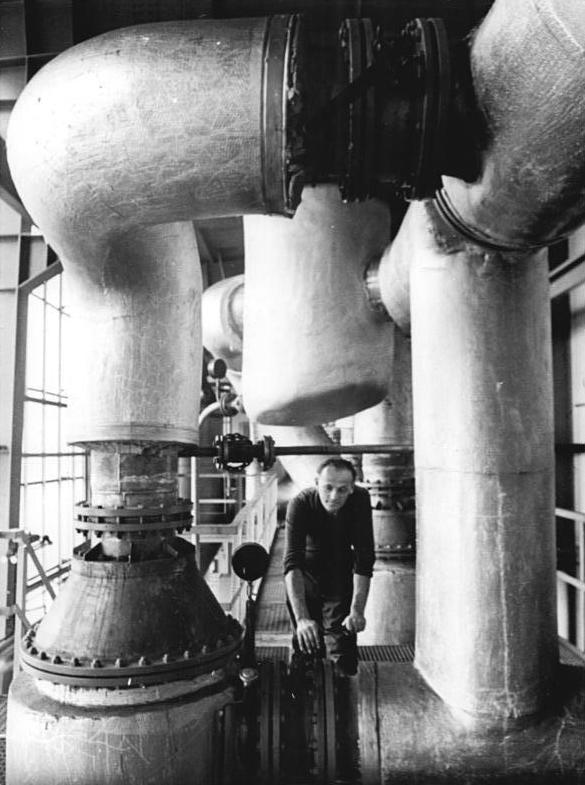
Eindampfanlage
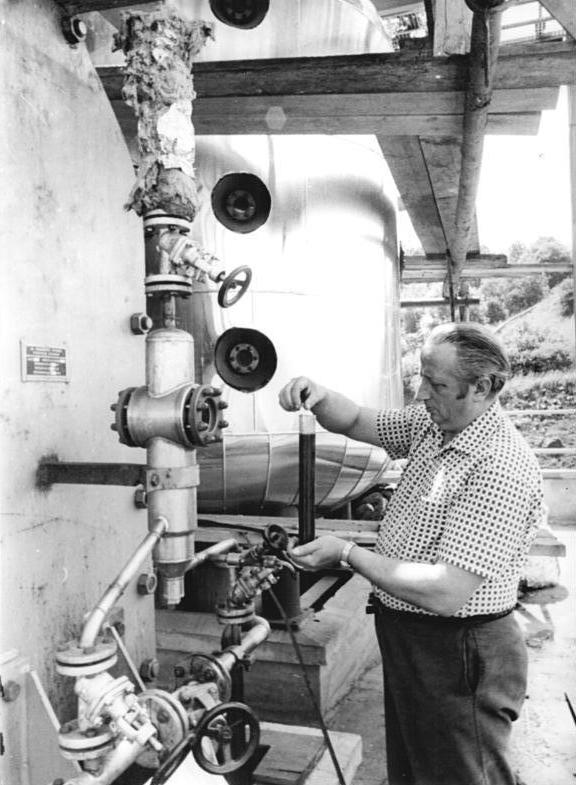
Anderes Bild der Eindampfanlage
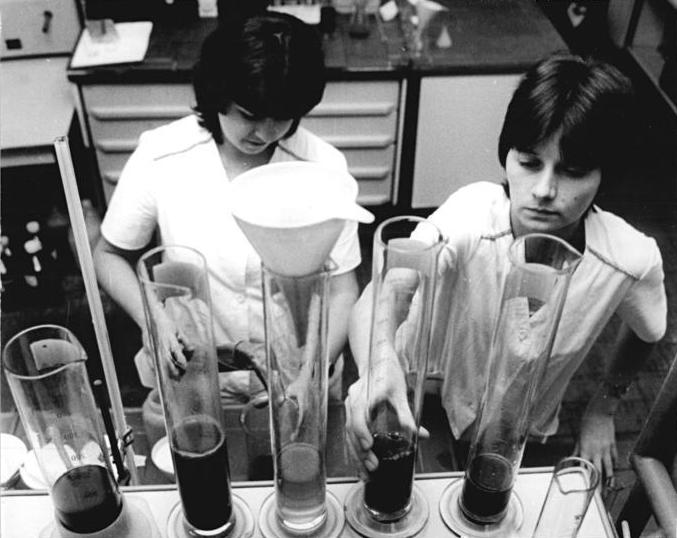
Labor